# Cylindrolaimus filicaudatus
Cylindrolaimus filicaudatus är en rundmaskart som beskrevs av Allgen 1933. Cylindrolaimus filicaudatus ingår i släktet Cylindrolaimus och familjen Axonolaimidae. Inga underarter finns listade i Catalogue of Life.